# نختنبو الأول
نخت نب إف، المعروف باسمه الهيليني نختنبو الأول، كان ملكًا مصريًا قديمًا، مؤسس الأسرة الحاكمة المصرية الأخيرة، الأسرة الثلاثين.

## الحكم

### الصعود والأسرة
كان نختنبو قائدًا عسكريًا في الجيش من سمنود، نجل ضابط عسكري مهم يدعى جدهور وسيدة اسمها الكامل غير معروف، وينتهي بـ «مو». يقدم نصب تذكاري عثر عليه في هيرموبوليس بعض الأدلة على أنه وصل إلى السلطة من خلال الإطاحة بالفرعون الأخير في الأسرة التاسعة والعشرين نفريتس الثاني وربما قتله. وقد اقترح أن نختنبو قد لقي مساعدة في انقلابه ذلك من الجنرال الأثيني خابرياس. نَفَّذ نختنبو مراسم التتويج في حوالي 379/8 قبل الميلاد في كل من صا الحجر ومنف، وحولت العاصمة من منديس إلى سمنود.
العلاقات بين نختنبو وفراعنة الأسرة السابقة ليست واضحة تمامًا. أظهر نختنبو القليل من الاهتمام لكل من نفريتس الثاني ووالده هاكور، واصفا الأول بأنه غير كفء والأخير بمغتصب العرش. على الرغم من ذلك، بدا أنه أعطى المزيد من التقدير إلى نفريتس الأول، الذين كان يُعتقد سابقًا أنه والد نختنبو أو جده، ولكن يعتقد الآن أن هذا الرأي كان بسبب سوء تفسير للنصوص الديموطيقية. ومع ذلك، فقد قيل أن كلا من هاكور ونختنبو قد يكونا من أقارب نفريتس الأول.
كان لنختنبو ولدان معروفان: تيوس، الذي اختاره خليفة له، وتجا هاب إيمو.

### نشاطاته في مصر

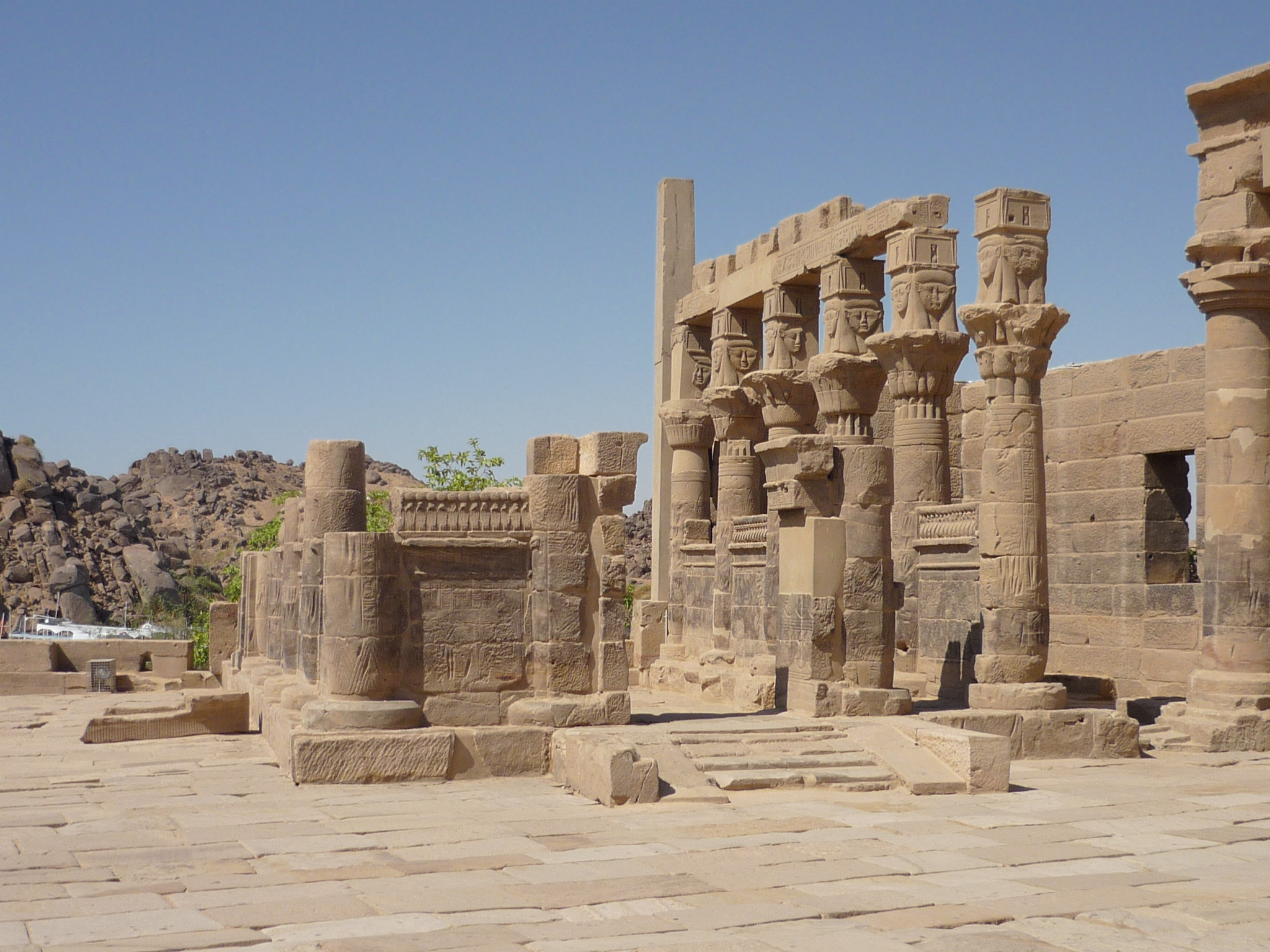
معبد إيزيس في فيلة

كان نختنبو بانيًا ومرممًا رائعًا، إلى حد لم تره مصر منذ قرون. أمر بالعمل في العديد من المعابد في جميع أنحاء البلاد.
في جزيرة فيلة المقدسة بالقرب من أسوان، بدأ إنشاء معبد إيزيس -الذي سيصبح أحد أهم المواقع الدينية في مصر القديمة- من خلال إقامة ردهته. بدأ نخت أنبو أيضًا البوابة الأولى في فناء آمون رع في الكرنك، ويعتقد أن أقدم ماميزي معروف تم العثور عليه في دندرة كان هو من بناه. دعم نختنبو طائفة الحيوانات المقدسة -التي أصبحت بارزة بين فترتي الاحتلال الفارسي (الأسرتين 27 و31 على التوالي)- كما يتضح من الاكتشافات الأثرية في هيرموبوليس، صفط الحنا ومندس. عثر على منشآت أخرى أمر ببنائها الملك في المباني الدينية في منف وتانيس والكاب.

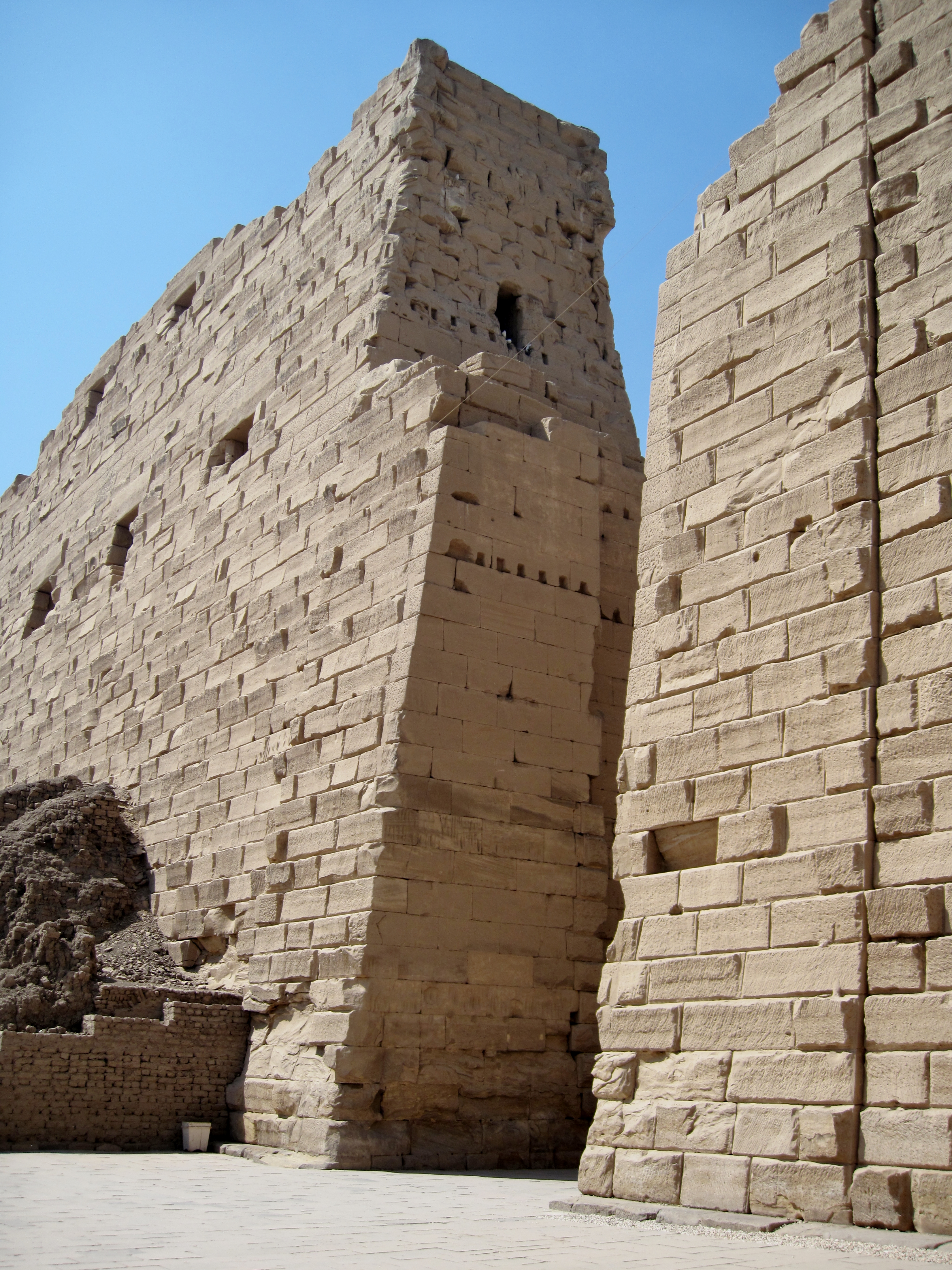
البوابة الأولى، الكرنك

كان نختنبو كريماً كذلك تجاه الكهنوت. أصدر مرسوما في عامه الأول -والذي اكتشف على لوحة في نقراطس- يتطلب أن يتم استخدام 10 في المائة من الضرائب التي تم جمعها من الواردات ومن الإنتاج المحلي في هذه المدينة لمعبد نيث في سايس. تم اكتشاف توأم هذه اللوحة مؤخرا في مدينة هرقليون. تسرد لوحة هيرموبوليس المذكورة -الموضوعة أمام بوابة رمسيس الثاني- التبرعات التي قدمها نختنبو للآلهة المحلية، وتم منح مزايا أخرى أيضًا لكهنة حورس في إدفو. أظهر إنفاق نختنبو الكبير إخلاصه للآلهة، وفي الوقت نفسه دعم مالياً أصحاب ثروات البلاد وأنفق في سبيل الدفاع عن البلاد.

### صد الغزو الفارسي
في 374/3 قبل الميلاد، واجه نختنبو محاولة فارسية لاحتلال مصر مجددا -والتي كانت لا تزال تعتبر من قبل الملك الأخميني أردشير الثاني مجرد مقاطعة متمردة-. بعد إعدادات استمرت ست سنوات وممارسته الضغط على أثينا لاستدعاء الجنرال اليوناني خابرياس، أرسل أردشير جيشا كبيرا يقوده الجنرال الأثيني إيفكراتيس والجنرال الفارسي فارنابازوس. وقد تم تسجيل أن الجيش تألف من أكثر من 200.000 جندي بما في ذلك الجنود الفارسيين والمرتزقة اليونانيين وحوالي 500 سفينة. أجبرت التحصينات على فرع النيل في الفرما -والتي أنشئت بأمر من نختنبو- أسطول العدو على البحث عن طريقة أخرى للإبحار في النيل. في نهاية المطاف، تمكن الأسطول من العثور على طريق من خلال الفرع المندسي الأقل تحصينا.

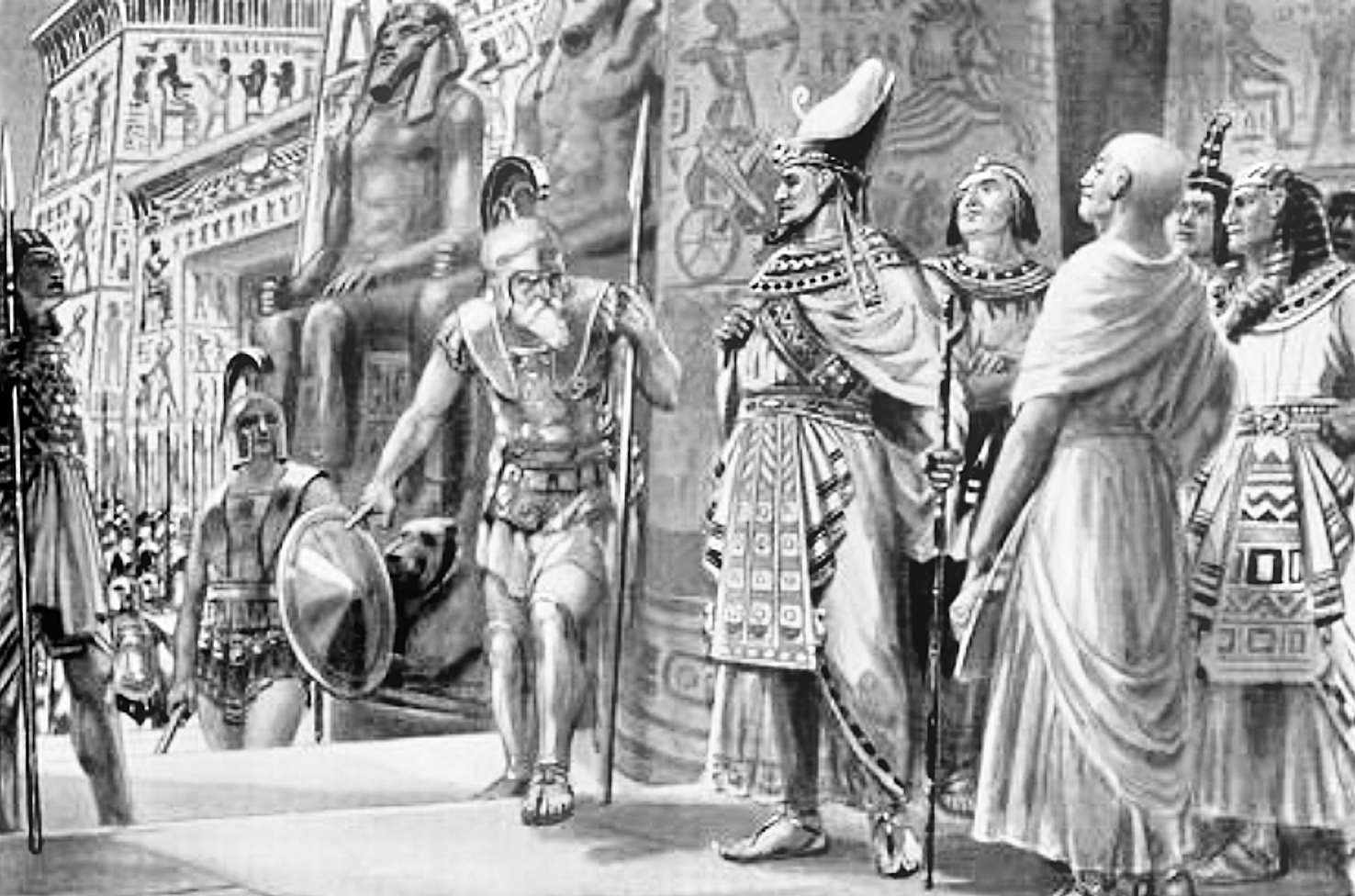
الجنرال الأثيني خابرياس (يسار) مع الملك الإسبرطي أجيسيلاوس (في الوسط)، مع الملك المصري نختنبو الأول، مصر سنة 361 قبل الميلاد.

في ذلك الوقت، منع انعدام الثقة المتبادل الذي نشأ بين إيفكراتيس وفارنابازوس العدو من الوصول إلى منف. ثم حَوَّل فيضان النيل السنوي وعزم المدافعين المصريين في الدفاع عن أراضيهم ما بدا في البداية على أنه هزيمة مؤكدة لنختنبو الأول وقواته إلى نصر كامل.
من عام 368 قبل الميلاد، بدأت العديد من المقاطعات الغربية للإمبراطورية الأخمينية في التمرد ضد أردشير الثاني، وقدم نختنبو الدعم المالي للمقاطعات المتمردة وأعاد تحسين العلاقات مع كل من أسبرطة وأثينا.

## الخلافة
توفي نختنبو خلال عامه التاسع عشر كحاكم. لم يتم العثور على قبره وناووسه وموميائه. في نهاية فترة حكمه (في السنة 16 من حكمه - 364/3 قبل الميلاد) -ربما لإصلاح مشاكل الخلافة التي ابتلي بها أسلافه- أعاد نختنبو ممارسة الحكم المشترك التي لم تطبق منذ فترة طويلة، وجعل ابنه تيوس حاكما مشتركا معه. ومع ذلك، بعد وقت قصير من صعود تيوس، خانه شقيقه وتمكن من وضع ابنه نختنبو الثاني على عرش مصر.

## مقالات ذات صلة
- الأسرة المصرية الثلاثون
- نختنبو الثاني
- هاكور
- نفريتس الثاني
- مدينة هرقليون

### بيبلوجرافيا
- von Beckerath، Jürgen (1999). Handbuch der ägyptischen Königsnamen. Münchner ägyptologische Studien. Mainz am Rhein: Philipp von Zabern. ج. 46. ISBN:3-8053-2310-7.
- Clayton، Peter A. (1994). Chronicle of the Pharaohs. Thames & Hudson. ISBN:978-0-500-05074-3. مؤرشف من الأصل في 2022-06-01.
- Depuydt، Leo (2006). "Saite and Persian Egypt, 664 BC – 332 BC". Ancient Egyptian Chronology. Leiden/Boston: Brill. ISBN:978-90-04-11385-5. {{استشهاد بكتاب}}: الوسيط غير المعروف |المحررين= تم تجاهله (مساعدة)
- Dodson، Aidan؛ Hilton، Dyan (2004). The Complete Royal Families of Ancient Egypt. London: Thames & Hudson Ltd. ISBN:0-500-05128-3.
- Erman، Adolf؛ Wilcken، Ulrich (1900). "Die Naukratisstele". Zeitschrift für Ägyptische Sprache und Altertumskunde. ج. 38: 127–135.
- Grimal، Nicolas (1992). A History of Ancient Egypt. Oxford: Blackwell Books. ISBN:978-0-631-19396-8. مؤرشف من الأصل في 2022-07-10.
- Lloyd، Alan B. (1994). "Egypt, 404–332 B.C.". The Fourth Century B.C. The Cambridge Ancient History. ج. VI. ISBN:0-521-23348-8.
- Wilkinson، Toby (2010). The Rise and Fall of Ancient Egypt. London: Bloomsbury. ISBN:9781408810026.
- Yoyotte، Jean (2006). "An extraordinary pair of twins: the steles of the Pharaoh Nektanebo I". Egypt's Sunken Treasures. Munich. ص. 316–323. {{استشهاد بكتاب}}: الوسيط غير المعروف |المحررين= تم تجاهله (مساعدة)صيانة الاستشهاد: مكان بدون ناشر (link)

- معجم الحضارة المصرية القديمة - الطبعة الثانية - مكتبة الأسرة 1996 - مصر.

## روابط خارجية
- نختنبو الأول